# ويلي جونز (كرة سلة)
ويلي جونز (بالإنجليزية: Willie Jones)‏ مواليد 29 يونيو 1936، هو لاعب كرة سلة أمريكي معتزل. بدأ مسيرته الاحترافية في سنة 1960. تم اختياره من قبل فريق ديترويت بيستونز خلال الدرافت. حمل الرقم 5. يبلغ طوله 6 قدم 3 بوصة (1.9 م). اعتزل اللعب في 1965.

## روابط خارجية
- ويلي جونز على موقع إن بي أي (الإنجليزية)
- ويلي جونز على موقع سبورتس رفرنس (الإنجليزية)
- ويلي جونز على موقع كلية كرة السلة في سبورتس رفرنس.كوم (الإنجليزية)
- ويلي جونز على موقع ريلجم (الإنجليزية)